# Anna Ranalli
Anna Ranalli (San Benedetto del Tronto, 21 gennaio 1942) è una modella, attrice e cantante italiana, vincitrice del titolo di Miss Europa 1960.

## Biografia
Seconda di tre sorelle, ha studiato ragioneria nella sua città natale. A quindici anni, a Rimini partecipò alle selezioni di Miss Mondo con il nome della sorella maggiore perché non aveva ancora l'età minima richiesta dal regolamento, ma fu esclusa. Nel 1958 interruppe gli studi per iscriversi al Centro sperimentale di cinematografia, ma nel 1960 fu scelta da Ezio Radaelli su oltre 200 concorrenti per rappresentare l'Italia al concorso di Miss Europa.
L'11 giugno 1960 fu incoronata miss a Beirut in Libano, dove ebbe la meglio sulle diciassette concorrenti del concorso.
Dopo aver raggiunto la popolarità, la Ranalli studiò canto con i maestri Francesco Ferrari e Bruno Zambrini, incise alcuni dischi e partecipò alla trasmissione televisiva Tempo di musica. Al cinema interpretò alcuni ruoli di secondo piano in commedie e film mitologici.
Come cantante partecipò con Amore mio-mao alla Sei giorni della canzone 1961.

## Discografia parziale
- 1961: Il pullover/Patatina (Circus, CN A 9011)
- 1961: La pazza nel pozzo/Amore mio mao (Circus, CN A 9024; solo lato B, lato A cantato da Marisa Terzi)

## Filmografia
- Rocco e le sorelle, regia di Giorgio Simonelli (1961)
- I magnifici tre, regia di Giorgio Simonelli (1961)
- Le ambiziose, regia di Antonio Amendola (1961)
- Maciste contro lo sceicco, regia di Domenico Paolella (1962)
- I 4 tassisti, regia di Giorgio Bianchi (1963)
- Perseo l'invincibile, regia di Alberto De Martino (1963)